# Valcha
Valcha este o arie protejată (arie specială de conservare — SAC, sit de importanță comunitară — SCI) din Republica Cehă întinsă pe o suprafață de 2,2 ha, integral pe uscat.

## Localizare
Centrul sitului Valcha este situat la coordonatele 50°30′06″N 14°51′54″E / 50.501667°N 14.865°E.

## Înființare
Situl Valcha a fost declarat sit de importanță comunitară în aprilie 2005 pentru a proteja 1 specie de animale. Situl a fost protejat și ca arie specială de conservare în septembrie 2013.

## Biodiversitate
Situată în ecoregiunea continentală, aria protejată nu include niciun habitat protejat.
La baza desemnării sitului se află o specie protejată de  nevertebrate: Vertigo moulinsiana.